# Kitale
Kitale is een stad in het westen van Kenia. Het ligt tussen Mount Elgon en de Cherengani Hills op een hoogte van ongeveer 2.133 meter. Het inwoneraantal was 77.098 (peildatum 2006).
De stad is het bestuurlijk centrum van het district Trans-Nzoia in de provincie Bonde la Ufa. Men verdient met name geld met het verbouwen van zonnebloemen, thee, koffie, pyrethrum, bonen en maïs. Kitale is de handelsplaats voor de lokale agrarische bevolking en staat bekend om het  Kitale Museum en een landbouwkundig/boswachterscentrum. Het park Saiwa Swamp National Park ligt vlak bij de stad. 
De stad werd gesticht in 1908 door blanke kolonisten. Een aftakking van de spoorlijn van Eldoret naar Oeganda bereikte in in 1926 de stad en zorgde voor een stimulans van de groei. Kitale is momenteel een van de meest gevarieerde steden in het land.

## Geboren
- Paul Ereng (1967) Keniaans atleet en olympisch kampioen
- Wesley Korir (1982) Keniaans marathonloper